# Валуйський район
Валу́йський райо́н (рос. Валуйский район) — адміністративна одиниця Росії, Бєлгородська область. До складу району входять 2 міських та 14 сільських поселень. Адміністративний центр — місто Валуйки.

## Географія
Район розташовано у південній частині Бєлгородської області, на півночі межує з Волоконовським і Красногвардійським районами, на сході — з Вейделєвським, на півдні і заході державний кордон з Україною. Відстань від обласного центру до м Валуйки — 160 км. Площа території району — 1709,6 км².
Річки: Козинка, Ураївка.

## Історія
Район утворено в 1928. З 1928 район входив до складу Центрально-Чорноземної області, з 1934 — до складу Воронезької області, а з 1954 — у складі Бєлгородської області.

## Адміністративний устрій
міські поселення
- місто Валуйки
- селище Уразово

Сільські поселення
- Бирючанське сільське поселення — село Бирюч
- Борчанське сільське поселення — село Борки
- Герасимовське сільське поселення — село Герасимовка
- Двулученське сільське поселення — село Двулучне
- Казинське сільське поселення — село Казинка
- Колосковське сільське поселення — село Колосково
- Кукуєвське сільське поселення — село Кукуєвка
- Мандровське сільське поселення — село Мандрово
- Насоновське сільське поселення — село Насоново
- Принцевське сільське поселення — село Принцевка
- Рождественське сільське поселення — село Рождествено
- Тимоновське сільське поселення — село Тимоново
- Шелаєвське сільське поселення — село Шелаєво
- Яблоновське сільське поселення- село Яблоново